# Roger Gauthier
Roger Gauthier (ur. 5 grudnia 1934 w Hayange, zm. 24 listopada 2022) – francuski polityk, poseł do Parlamentu Europejskiego I i II kadencji.

## Życiorys
Zaangażował się w działalność Zgromadzenia na rzecz Republiki. W latach 1983–1984 i 1986–1989 był posłem do Parlamentu Europejskiego (zastąpił w pierwszej kadencji Michela Junota, a w drugiej Alaina Juppé). Należał do Europejskich Postępowych Demokratów (I kadencja) i Europejskiego Sojuszu Demokratycznego (II kadencja).